# Lopatonos Fedčenkův
Lopatonos Fedčenkův (Pseudoscaphirhynchus fedtschenkoi) je jeseterovitá ryba z rodu lopatonos (Pseudoscaphirhynchus). Areálem výskytu jsou Kazachstán, Tádžikistán a Uzbekistán. Jedná se o endemit vyskytující se pouze v řece Syrdarja, a do jeho devastace, také v Aralském jezeře.
Druh nebyl pozorován od 60. let 20. století. Mezinárodní svaz ochrany přírody (IUCN) jej klasifikuje jako kriticky ohrožený, pravděpodobně vyhynulý. Důvodem vymizení je devastace přirozeného prostředí: vysychání Aralského jezera, stavba přehrad a úbytek vody v řece Syrdarja v důsledku jejího masivního odvádění na zavlažovací projekty v okolních pouštich.
Lopatonos Fedčenkův je na seznamu 25 nejhledanějších „ztracených“ druhů v projektu The Search for Lost Species organizace Global Wildlife Conservation.

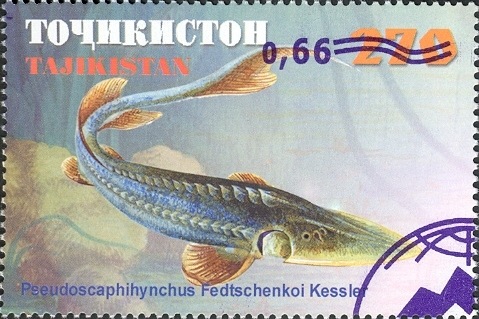
Lopatonos Fedčenkův na tádžické poštovní známce